# 盲人電子閱讀儀
Optacon（英文全寫：OPtical to TActile CONverter）是一個協助盲人閱讀尚未轉換成盲文的文章的電動機械。Optacon 的組成：一條幼索帶（thin cable）、連接着一個主電子裝置（main electronics unit，大小約相當於一個可攜錄音機）、連接着一個鏡頭組件（lens module，大小約相於於一把小刀）。主電子裝置包含一個輕觸式陣列（tactile array），置於盲人的食指上。

## 使用方法
Optacon 使用者在字面上移動鏡頭組件，字面影像經幼索帶傳輸至主電子裝置。輕觸式陣列包含一個矩陣型的小鐵棒，負責振動以放大鏡頭組件接收到的字面影像。在字面上移動鏡頭組件時，大小約相當於該字體的粗糙影像經可觸性陣列在使用者的食指下由右至左移動。Optacon 的旋鈕用來調校可觸性陣列的振動強度。
Optacon在1970年由美國加州的Telesensory Systems Inc.開始發售。

## 中文譯名
Optacon 在華人社會仍未有統一中文譯名，譯名陳出不窮。意譯例子如「盲人電子閱讀儀」、「盲人摸讀機」、「盲人觸讀器」等，音譯例子如「奧普特康」。